# リルラ リルハ
リルラ リルハは、木村カエラのメジャー3枚目のシングルで、コロムビアミュージックエンタテインメントから2005年3月30日に発売。

## 解説
- 曲名である「リルラ リルハ」の由来は本人曰く「メロディーロードを鼻歌でデモテープに録音、再生した際その様に聞こえた」との事であり「Real Life Real Heart(リアル ライフ リアル ハート」という意味合いは発売に際しての後付けである。元thee michelle gun elephantのクハラカズユキがドラム、GREAT3の高桑圭がベースとして参加している。
- 寝る時間が全然無いほど忙しく、自分を取り戻す時間がなかった時にできた歌だが、この曲で自分を信じてやれば大丈夫だと自信がついたと語っている。また、"リルラ リルハ"という言葉が出たことによって、自身の中で個性の確立が広がったという[1]。
- 自身出演のCMソングに起用され、現在までに自身最高の売上を記録している。
- カップリング曲は『LOVE for NANA～Only 1 Tribute～』に収められている曲のオリジナル・ヴァージョン。

## 曲目
（全作詞：木村カエラ／作曲・編曲：會田茂一）
1. リルラ リルハ
  - ボーダフォン 日本法人（現：ソフトバンクモバイル）「連発メール」篇　CMソング（本人もCMに出演）。[2]。
  - テレビ神奈川『saku saku』 2005年4月度エンディングテーマ
2. Twinkle
3. リルラ リルハ（instrumental）
4. Twinkle（instrumental）

## 収録アルバム
- Circle (#1,2、#2はNANA ver.)
- 5years (#1)
- 10years (#1)

## カバー
- 藤井隆 - テレビ番組『上海大腕』のコンピレーション・アルバム『上海大腕』（2006年4月26日発売）に収録。北京語と英語に翻訳されたカバーで収録[3]。
- 高槻やよい（仁後真耶子） - ゲーム『THE IDOLM@STER』のコンピレーション・アルバム『THE IDOLM@STER MASTER ARTIST』（2007年7月18日発売）に収録。
- 八奈見杏菜（遠野ひかる） - テレビアニメ『負けヒロインが多すぎる!』のカバーアルバムアルバム『負けヒロインが多すぎる！ マケイン応援！カバーソングコレクション』（2024年9月25日発売）に収録。